# Episodi di Detective Monk (sesta stagione)
La sesta stagione della serie televisiva Detective Monk, composta da 16 episodi, è andata in onda negli Stati Uniti sul canale USA Network dal 13 luglio 2007 al 22 febbraio 2008.
In Italia è stata trasmessa da Mediaset Premium sul canale Joi dal 4 giugno 2008, ogni mercoledì alle 21:00, fino al 18 giugno 2008. Dal 25 giugno 2008, Detective Monk è stato trasmesso alle 21:45, per poi riprendere il puntuale appuntamento dal 23 luglio alle 21:00 sempre il mercoledì. Su Rete 4 la stagione è andata in onda domenica 27 dicembre 2009 e domenica 3 gennaio 2010 alle 21:30 con un doppio episodio. Gli altri episodi sono poi stati trasmessi su Rete 4 con un episodio ogni sabato alle 17:00 togliendo la prima visione della terza stagione di Psych.
L'ultimo episodio della sesta stagione di Mr.Monk che nella versione inglese è intitolato Mr. Monk Is on the Run (Part Two) pur essendo la prosecuzione del 15º episodio (Mr. Monk Is on the Run (Part One)), nella versione italiana è intitolato Mr. Monk e il tranello.
| nº | Titolo originale                          | Titolo italiano                            | Prima TV USA      | Prima TV Italia |
| -- | ----------------------------------------- | ------------------------------------------ | ----------------- | --------------- |
| 1  | Mr. Monk and His Biggest Fan              | Il signor Monk e la fan ossessiva          | 13 luglio 2007    | 4 giugno 2008   |
| 2  | Mr. Monk and the Rapper                   | Il signor Monk e il rapper                 | 20 luglio 2007    | 11 giugno 2008  |
| 3  | Mr. Monk and the Naked Man                | Il signor Monk e i nudisti                 | 27 luglio 2007    | 11 giugno 2008  |
| 4  | Mr. Monk and the Bad Girlfriend           | Il signor Monk e la fidanzata del capitano | 3 agosto 2007     | 18 giugno 2008  |
| 5  | Mr. Monk and the Birds and the Bees       | Il signor Monk e la prova indelebile       | 10 agosto 2007    | 18 giugno 2008  |
| 6  | Mr. Monk and the Buried Treasure          | Il signor Monk e il tesoro sepolto         | 17 agosto 2007    | 25 giugno 2008  |
| 7  | Mr. Monk and the Daredevil                | Il signor Monk e il temerario              | 24 agosto 2007    | 2 luglio 2008   |
| 8  | Mr. Monk and the Wrong Man                | Il signor Monk e i sensi di colpa          | 7 settembre 2007  | 9 luglio 2008   |
| 9  | Mr. Monk Is Up All Night                  | Il signor Monk non dorme più               | 14 settembre 2007 | 16 luglio 2008  |
| 10 | Mr. Monk and the Man Who Shot Santa Claus | Il signor Monk contro Babbo Natale         | 7 dicembre 2007   | 23 luglio 2008  |
| 11 | Mr. Monk Joins a Cult                     | Il signor Monk e la setta                  | 11 gennaio 2008   | 23 luglio 2008  |
| 12 | Mr. Monk Goes to the Bank                 | Il signor Monk va in banca                 | 18 gennaio 2008   | 30 luglio 2008  |
| 13 | Mr. Monk and the Three Julies             | Il signor Monk e le tre Julie              | 25 gennaio 2008   | 30 luglio 2008  |
| 14 | Mr. Monk Paints His Masterpiece           | Il signor Monk e l'arte contemporanea      | 1º febbraio 2008  | 6 agosto 2008   |
| 15 | Mr. Monk Is on the Run (Part One)         | Il signor Monk è in fuga                   | 15 febbraio 2008  | 6 agosto 2008   |
| 16 | Mr. Monk Is on the Run (Part Two)         | Il signor Monk e il tranello               | 22 febbraio 2008  | 13 agosto 2008  |

## Il signor Monk e la fan ossessiva
- Titolo originale: Mr. Monk and His Biggest Fan
- Diretto da: Randall Zisk
- Scritto da: Andy Breckman

### Trama
Marci Maven è una fan accanita del detective Monk. La donna chiede l'aiuto del suo beniamino quando il suo cane (morto da una settimana) viene implicato nell'omicidio della sua vicina, nonostante il crimine fosse avvenuto molti giorni dopo.
- Altri interpreti: Sarah Silverman (Marci Maven)

## Il signor Monk e il rapper
- Titolo originale: Mr. Monk and the Rapper
- Diretto da: Paris Barclay
- Scritto da: Daniel Dratch

### Trama
Monk, inaspettatamente, accetta di dare una mano a un noto rapper che ha bisogno di ripulire la sua reputazione dopo essere stato accusato di aver ucciso un rivale. Il problema è che anche il detective pensa che sia colpevole.
- Guest star: Snoop Dogg (Murderuss)

## Il signor Monk e i nudisti
- Titolo originale: Mr. Monk and the Naked Man
- Diretto da: Randall Zisk
- Scritto da: Tom Gammill e Max Pross

### Trama
A Monk viene chiesto di indagare sull'omicidio di una donna. Questo però lo costringerà a recarsi in una spiaggia di nudisti e di scontrarsi con i suoi pregiudizi, che inibiscono anche parte delle sue abilità investigative.
- Guest star: Diedrich Bader (Chance Singer), Alfred Molina (Peter Magneri), Angela Kinsey (Arlene Boras)

## Il signor Monk e la fidanzata del capitano
- Titolo originale: Mr. Monk and the Bad Girlfriend
- Diretto da: Wendey Stanzler
- Scritto da: Joe Toplyn

### Trama
Il signor Monk si trova alle prese con un caso molto difficile, visto che coinvolge due conoscenti. Egli infatti sospetta che Linda, la fidanzata di Stottlemeyer, abbia ucciso un collega, ma ha paura delle conseguenze che le sue indagini potrebbero avere.
- Guest star: Sharon Lawrence (Linda Fusco)

## Il signor Monk e la prova indelebile
- Titolo originale: Mr. Monk and the Birds and the Bees
- Diretto da: Michael W. Watkins
- Scritto da: Peter Wolk

### Trama
Monk investiga su un omicidio apparentemente perfetto, compiuto da un uomo che ha ucciso la moglie e un intruso. Nel frattempo si trova anche a dare una mano a Julie con la sua vita sentimentale, visto che Natalie pensa che la figlia stia procedendo troppo velocemente.
- Guest star: Vincent Ventresca (Rob Sherman), Matt Lanter (Clay Bridges)

## Il signor Monk e il tesoro sepolto
- Titolo originale: Mr. Monk and the Buried Treasure
- Diretto da: Sam Weisman
- Scritto da: Jonathan Collier

### Trama
Monk entra in competizione con Harold, uno dei pazienti del dottor Kroger, quando scopre che questi ha regalato al dottor Kroger un orologio. Decide così di aiutare il figlio di Kroger, Troy, nel seguire le indicazioni di una mappa del tesoro. Il problema è che la mappa è in realtà legata a una rapina in banca.
- Guest star: Cody McMains (Troy Kroger)

## Il signor Monk e il temerario
- Titolo originale: Mr. Monk and the Daredevil
- Diretto da: Jonathan Collier
- Scritto da: Alan Zweibel

### Trama
Monk ha qualche problema nel gestire le informazioni che ottiene sul suo storico nemico Harold Krenshaw, diventato famoso improvvisamente dopo essere caduto da una torre ed essere miracolosamente sopravvissuto.
- Guest star: Tim Bagley (Harold Krenshaw), David Koechner (Joey Krenshaw)

## Il signor Monk e i sensi di colpa
- Titolo originale: Mr. Monk and the Wrong Man
- Diretto da: Anton Cropper
- Scritto da: Salvatore Savo

### Trama
Un uomo spedito in galera per omicidio da Monk, dopo quattordici anni viene scarcerato: a quanto pare non era lui l'assassino. Monk si sente terribilmente in colpa e così decide di aiutare in ogni modo l'uomo, che approfitta dei rimorsi del detective.
- Altri interpreti: Tim DeZarn

## Il signor Monk non dorme più
- Titolo originale: Mr. Monk Is Up All Night
- Diretto da: Randall Zisk
- Scritto da: David Breckman

### Trama
Monk vede per strada una donna che non conosce, ma che lo colpisce, e da quel momento non riesce più a dormire: la donna gli torna sempre in mente. Gli viene suggerito di fare una passeggiata per conciliare il sonno, ma durante la passeggiata assiste ad un omicidio, o così pensa.

## Il signor Monk contro Babbo Natale
- Titolo originale: Mr. Monk and the Man Who Shot Santa Claus
- Diretto da: Randall Zisk
- Scritto da: Daniel Schofield e Ben Gruber

### Trama
Sono passati dieci anni dalla morte di Trudy, e l'anniversario del suo decesso è sempre un momento molto delicato per il signor Monk, anche perché coincide con le festività natalizie. Mentre l'ex detective si reca dal dottor Kroger per la sua solita seduta, una pioggia di orsacchiotti inizia a cadere sul parabrezza della macchina di Natalie. Dal tetto di un palazzo adiacente, un uomo travestito da Babbo Natale sta infatti lanciando dei giocattoli alla gente sottostante, creando grande clamore tra i passanti e un conseguente ingorgo del traffico. Monk, con i nervi già a fior di pelle, si precipita sul tetto per fermare l'uomo. Dalla strada, all'improvviso si sentono due colpi di pistola, e Natalie e Julie si precipitano a loro volta sul tetto. Sconcertate, trovano Monk con in mano una pistola, mentre qualche metro più in là, ferito alla spalla, giace l'uomo travestito da Babbo Natale.
- Altri interpreti: Randle Mell, Larry Miller (Garrett Price)

## Il signor Monk e la setta
- Titolo originale: Mr. Monk Joins a Cult
- Diretto da: Anton Cropper
- Scritto da: Josh Siegal e Dylan Morgan

### Trama
Monk decide di occuparsi del caso di una ragazza, una prostituta uscita da circa un anno da una setta, assassinata in un punto di ristoro. Un testimone oculare afferma che il colpevole è "Padre" un ipnotizzatore a capo della setta. L'unico modo è far infiltrare Natalie nella setta per smascherare Padre e risolvere il caso.
- Guest star: Howie Mandel (Ralph Roberts)

## Il signor Monk va in banca
- Titolo originale: Mr. Monk Goes to the Bank
- Diretto da: Michael W. Watkins
- Scritto da: Hy Conrad

### Trama
Tra la refurtiva rubata dalle cassette di sicurezza della banca dove ha il conto Monk c'è anche un braccialetto appartenuto a Trudy a cui lui tiene in modo particolare. Il timore che il gioiello vada definitivamente perduto spinge Monk a occuparsi con grande impegno del caso.
- Guest star: Dan Castellaneta (Tiny Werner)

## Il signor Monk e le tre Julie
- Titolo originale: Mr. Monk and the Three Julies
- Diretto da: David Breckman
- Scritto da: Tom Scharpling e Joe Toplyn

### Trama
In città vengono uccise a distanza di pochi minuti l'una dall'altra due donne dallo stesso nome: Julie Teeger. Ed è così che si chiama anche la figlia di Natalie, la quale comincia ad aver paura per l'incolumità della ragazza, alle prese con l'esame di guida. Durante le indagini, si scopre che anche un'altra Julie è morta, e il figlio Matthew, impazzito dal dolore, l'ha imbalsamata per poter continuare a tenerla con sé in casa. Si pensa subito che sia lui il colpevole: Matthew viene arrestato e portato alla centrale, ma subito dopo l'interrogatorio fugge.
- Guest star: John Hawkes (Matthew Teeger)

## Il signor Monk e l'arte contemporanea
- Titolo originale: Mr. Monk Paints His Masterpiece
- Diretto da: Andrei Belgrader
- Scritto da: Jon Wurster

### Trama
Per combattere la sensazione di mancato appagamento che comincia a tormentare il signor Monk, il dottor Kroger consiglia al suo paziente di trovarsi un hobby per dare libero sfogo alla sua creatività. Durante un sopralluogo sulla scena di un crimine avvenuto da un robivecchi, Natalie decide di regalare al signor Monk alcune tele bianche e un set di colori. L'eccentrico investigatore inizia così a dedicarsi al suo nuovo hobby; la pittura, anche se com'era prevedibile, il suo approccio al dipingere è decisamente molto personale.
- Guest star: Peter Stormare (Petya Lovak), Victoria Tennant (sig.ina Benson)

## Il signor Monk è in fuga
- Titolo originale: Mr. Monk Is On The Run 1
- Diretto da: Randall Zisk
- Scritto da: Tom Scharpling

### Trama
Durante le indagini a seguito di una rapina in un negozio di elettronica alcuni indizi, tra tutti le impronte digitali rinvenute su un biglietto di carta, riconducono allo stesso uomo sospettato di aver fatto saltare in aria con una bomba l'auto sulla quale era appena salita la moglie di Monk anni addietro, uccidendola. Monk si mette alla caccia dell'assassino di sua moglie, ma quando lo trova non resiste alla tentazione di cercare la vendetta da solo.
- Guest star: Courtney Gains, Scott Glenn (sceriffo Rollins), Casper Van Dien (ten. Albright)

## Il signor Monk e il tranello
- Titolo originale: Mr. Monk Is on the Run 2
- Diretto da: Randall Zisk
- Scritto da: Hy Conrad e Daniel Dratch

### Trama
Dopo la finta morte di Monk, Stottlemeyer incontra l'ex detective sulla spiaggia e gli dice di nascondersi in Nevada. Mentre Natalie sta preparando la cerimonia funebre di Monk, arriva Stottlemeyer e le fa credere di aver dovuto sparare a Monk, per questo motivo la donna lo caccia da casa sua. Nascosto in Nevada, Monk lavora in un autolavaggio fingendo di chiamarsi Leland Rodriguez e risolve un caso. Natalie, mentre pulisce l'appartamento di Monk, scopre che un certo "Colombo dell'autolavaggio" ha risolto un caso e, leggendo il suo nome, si precipita al dipartimento, dove Stottlemeyer è costretto a dirle la verità. Natalie parte per il Nevada per cercare Monk, ma non sa che lo sceriffo Rollins la sta seguendo, dopo essere stato avvertito che Monk è ancora vivo. La sera stessa Natalie trova Monk, che le spiega come la propria finta morte fosse un piano per proteggerla. Nel frattempo arriva Rollins che cerca di sparargli, ma la coppia fugge. Il giorno dopo Natalie e Monk chiamano Stottlemeyer e Disher e scoprono che sotto a un tendone di una festa c'è una bomba. Arrivano in tempo a fermarla e vengono raggiunti da Stottlemeyer e Disher. Rollins viene arrestato.
- Altri interpreti: Scott Glenn (sceriffo Rollins), Melora Hardin (Trudy Monk), Ray Porter (Dale Bieberbeck), Craig T. Nelson ("il giudice")